# 블러디 메리 (전설)

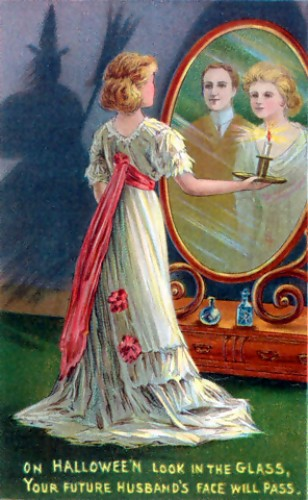
20세기 초에 행해진 의식. 할로윈에 어두운 곳에 있는 거울을 응시하면 미래 배우자의 모습이 보인다고 한다. 이는 블러디 메리 전설의 시초라고 여겨진다.

블러디 메리(영어: Bloody Mary→피의 메리)는 서양 문화에서 전승되는 유령이다. 거울을 보고 "블러디 메리"를 3번(혹은 그 이상) 부르면 거울을 통해 나타난다고 알려져 있으나, 일본을 거치면서 이야기마다 조금씩 차이는 있다. 이것은 놀이의 한 부분이 되기도 한다.

## 소개
블러디 메리가 나타나게 하는 가장 흔한 방법은 깜깜한 욕실의 거울 앞에 서서 "블러디 메리"를 3번 부르는 것이다. 그 밖에도 "블러디 메리"를 100번 부르기, 밤에 노래부르기, 제자리에서 돌기, 눈 만지기, 수도꼭지 틀기, 양초를 켜고 "블러디 메리"라고 13번 부르기 등등 많은 변종이 있다.
일본에서 넘어온 버전에서는 "블러디 메리, 내가 네 아기를 죽였어."라고 말하기도 한다. 이러한 전설들에서, 블러디 메리는 종종 아기를 잃어버려 통탄하다가 끝내 자살을 저지른 어린 엄마의 영혼이라고 여겨지기도 한다. 또, 블러디 메리가 자신의 아이를 죽인 것으로 오인받아 감옥에 간 이야기에서는, "나는 메리 워스(의 존재)를 믿어."라고 하면 블러디 메리가 나온다. 이것은 자정, 거울에 the Bell Witch가 나오게 하는 놀이와도 유사하다. 이 놀이는 블러디 메리가 나오면 그녀를 부른 사람의 얼굴을 뜯거나, 눈을 뽑거나, 머리를 잘라내거나, 미치게 하거나, 거울 속으로 데리고 가거나, 목을 할퀴는 등 아주 잔인한 방법으로 죽인다고 하여 담력 테스트로 사용되기도 한다. 어떤 사람들은 블러디 메리가 그녀를 부른 사람을 죽이지 않은 경우에는 평생동안 그들에게 귀신이 씌인다고 생각하기도 한다. 다른 버전에서는, 자정에 "블러디 메리"를 13번 외치면 죽은 사람과 12:09까지 대화할 수 있다고 말하기도 한다. 또 다른 변종에서는 블러디 메리를 직접 보지않고, 거울에 비친 블러디 메리의 모습을 보면 배우자와 아이 등 미래의 모습을 볼 수 있다고 한다.